# Fernando Paternoster
Fernando Paternoster (24 de maio de 1903 - 6 de junho de 1967) foi um futebolista argentino que foi vice-campeão, pela Argentina, da Copa do Mundo de 1930, realizada no Uruguai.

## Carreira
Fernando Paternoster fez parte do elenco medalha de prata, nos Jogos Olímpicos de 1928.